# 黔菜
贵州菜简称黔菜，乃贵州省当地的地方菜系，是在少数民族的烹饪基础上吸收中原及毗邻省区烹调技法而逐步形成的。
贵州菜的特点是酸辣香鲜，醇厚浓郁。烹调技法上，擅长腌渍、酱、酿、蒸、煮、炖、烧、煎、爆、炒及烤。典型的贵州菜现有大约有二百五十来种。
黔菜一般分为三个流派：
- 黔北菜：以遵义为代表。因毗邻四川、重庆，受川菜影响，和其他黔菜流派相比，黔北菜口味偏鲜咸、香辣、麻辣。
- 黔中菜：以贵阳、毕节、安顺为代表。口味香辣鲜咸、酸辣煳辣，兼有姜汁红油、糖醋香糟等味。
- 黔南菜：为贵州菜中的少数民族菜肴，其特点普遍为酸味突出的酸辣味。

## 黔菜代表菜品
| - 贵州辣子鸡 - 贵州酸汤鱼 - 贵州凉面 - 贵州糟辣椒 - 贵州白酸汤 - 肉末土豆泥 | - 折耳根炒腊肉 - 凉拌绿豆凉粉 - 竹笋香猪方 - 剁椒冬瓜 - 凯里酸汤乌江鱼 - 酸汤明珠鱼头 - 贵州肠旺面 | - 酸汤明炉东星斑 - 青蒜回锅腊肉 - 清塘鱼火锅 - 苗疆酸汤腊排骨 - 贵州丝娃娃 - 贵州花溪牛肉粉 |

- 蕨菜炒肉
- 烏江豆腐魚